# Métatranscriptomique
La métatranscriptomique est à la transcriptomique ce que la métagénomique est à la génomique. Si la transcriptomique est l'étude du transcriptome, c'est-à-dire l'étude de l'ensemble des ARN issus de la transcription du génome d'un organisme, la métatranscriptomique a pour but l'étude de l'ensemble des ARN issus de la transcription des génomes de l'ensemble des organismes faisant partie d'un milieu. En raison des difficultés techniques (la demi-vie courte de l'ARNm, par exemple) dans la collecte de l'ARN lié à un environnement, il y a eu relativement peu d'études metatranscriptomiques in situ sur les communautés microbiennes à ce jour. Les travaux d'échantillonnage de la mission Tara Oceans avec l'expédition 2009 - 2012, constitue l'un des premiers exemples de travaux de recherche de métaséquençage en milieu marin où ont été menées des recherches non seulement en métagénomique mais aussi en métatranscriptomique.